# Olympische Sommerspiele 2000/Tennis
Bei den Olympischen Spielen 2000 in der australischen Metropole Sydney wurden vier Wettbewerbe im Tennis ausgetragen.
Austragungsort war das Tennis Centre im Sydney Olympic Park, gespielt wurde auf Hartplatz (Rebound Ace).

## Herren

### Einzel
| Platz | Land        | Spieler             |
| ----- | ----------- | ------------------- |
| 1     | Russland    | Jewgeni Kafelnikow  |
| 2     | Deutschland | Tommy Haas          |
| 3     | Frankreich  | Arnaud Di Pasquale  |
| 4     | Schweiz     | Roger Federer       |
| 5     | Marokko     | Karim Alami         |
| 5     | Spanien     | Juan Carlos Ferrero |
| 5     | Brasilien   | Gustavo Kuerten     |
| 5     | Belarus     | Maks Mirny          |

### Doppel
| Platz | Land        | Spieler                           |
| ----- | ----------- | --------------------------------- |
| 1     | Kanada      | Sébastien Lareau Daniel Nestor    |
| 2     | Australien  | Todd Woodbridge Mark Woodforde    |
| 3     | Spanien     | Àlex Corretja Albert Costa        |
| 4     | Südafrika   | David Adams John-Laffnie de Jager |
| 5     | Deutschland | Tommy Haas David Prinosil         |
| 5     | Slowakei    | Dominik Hrbatý Karol Kučera       |
| 5     | Bahamas     | Mark Knowles Mark Merklein        |
| 5     | Belarus     | Maks Mirny Uladsimir Waltschkou   |

## Damen

### Einzel
| Platz | Land               | Spielerin               |
| ----- | ------------------ | ----------------------- |
| 1     | Vereinigte Staaten | Venus Williams          |
| 2     | Russland           | Jelena Dementjewa       |
| 3     | Vereinigte Staaten | Monica Seles            |
| 4     | Australien         | Jelena Dokić            |
| 5     | Südafrika          | Amanda Coetzer          |
| 5     | Spanien            | Arantxa Sánchez Vicario |
| 5     | Österreich         | Barbara Schett          |
| 5     | Belgien            | Dominique Van Roost     |

### Doppel
| Platz | Land               | Spielerinnen                               |
| ----- | ------------------ | ------------------------------------------ |
| 1     | Vereinigte Staaten | Serena Williams Venus Williams             |
| 2     | Niederlande        | Kristie Boogert Miriam Oremans             |
| 3     | Belgien            | Els Callens Dominique Van Roost            |
| 4     | Belarus            | Wolha Barabanschtschykawa Natallja Swerawa |
| 5     | Frankreich         | Julie Halard-Decugis Amélie Mauresmo       |
| 5     | Ungarn             | Petra Mandula Katalin Marosi               |
| 5     | Thailand           | Benjamas Sangaram Tamarine Tanasugarn      |
| 5     | Venezuela          | Milagros Sequera María Vento-Kabchi        |

## Medaillenspiegel
| Platz | Land               | G | S | B | Gesamt |
| ----- | ------------------ | - | - | - | ------ |
| 1     | Vereinigte Staaten | 2 | – | 1 | 3      |
| 2     | Russland           | 1 | 1 | – | 2      |
| 3     | Kanada             | 1 | – | – | 1      |
| 4     | Australien         | – | 1 | – | 1      |
| 4     | Deutschland        | – | 1 | – | 1      |
| 4     | Niederlande        | – | 1 | – | 1      |
| 7     | Belgien            | – | – | 1 | 1      |
| 7     | Frankreich         | – | – | 1 | 1      |
| 7     | Spanien            | – | – | 1 | 1      |